# Clams Casino
Michael Thomas Volpe (12 de maio de 1987), conhecido profissionalmente como Clams Casino, é um produtor musical e compositor americano de Nutley, Nova Jersey. Volpe é conhecido por seu trabalho na produção de vários artistas de Cloud Rap no início dos anos de 2010. Ele produziu músicas para artistas como Lil Peep, A$AP Rocky, Lil B, Vince Staples, Joji, the Weeknd, e Mac Miller, entre outros, e remixou músicas de Big K.R.I.T., Washed Out, e Lana Del Rey.

## Discografia

### Álbuns de estúdio
| Título          | Detalhes do álbum |
| --------------- | --- |
| 32 Levels       | - Lançado: 15 de julho de 2016 - Rótulo: Columbia / SME - Formato: CD, LP, download digital, streaming                 |
| Moon Trip Radio | - Lançado: 7 de novembro de 2019 - Rótulo: Impressões da Segunda Cidade - Formato: CD, LP, download digital, streaming |

### Extended Plays
| Título                                                      | Detalhes do álbum                                                                                               |
| ----------------------------------------------------------- | --- |
| Rainforest                                                  | - Lançado: 27 de junho de 2011 - Gravadora: Tri Angle Records - Formato: download digital, streaming, vinil, CD |
| Spider Web (with Wicca Phase Springs Eternal and Fish Narc) | - Lançado: 23 de novembro de 2018 - Rótulo: Medicina Negra - Formato: download digital, streaming               |

### Mixtapes
| Título          | Detalhes do álbum                                                                               |
| --------------- | ----------------------------------------------------------------------------------------------- |
| Instrumentals   | - Lançado: 7 de março de 2011 - Rótulo: Auto-lançado - Formato: download digital, streaming     |
| Instrumentals 2 | - Lançado: 5 de junho de 2012 - Rótulo: Auto-lançado - Formato: download digital, streaming     |
| Instrumentals 3 | - Lançado: 18 de dezembro de 2013 - Rótulo: Auto-lançado - Formato: download digital, streaming |
| Instrumentals 4 | - Lançado: 26 de junho de 2017 - Rótulo: Auto-lançado - Formato: download digital, streaming    |
| Winter Flower   | - Lançado: 17 de novembro de 2021 - Rótulo: Auto-lançado - Formato: download digital, streaming |

### Compilações
| Título              | Detalhes do álbum                                                                            |
| ------------------- | -------------------------------------------------------------------------------------------- |
| Instrumental Relics | - Lançado: 24 de abril de 2020 - Rótulo: Auto-lançado - Formato: download digital, streaming |

### Músicas

#### Como artista principal
| Title                                                                                           | Year | Album                           |
| ----------------------------------------------------------------------------------------------- | ---- | ------------------------------- |
| "Wizard"                                                                                        | 2011 | Adult Swim Singles Program 2011 |
| "Worth It" (with Danny Brown)                                                                   | 2015 | Adult Swim Singles Program 2015 |
| "Blast"                                                                                         | 2016 | 32 Levels                       |
| "Witness" (featuring Lil B)                                                                     | 2016 | 32 Levels                       |
| "All Nite" (featuring Vince Staples)                                                            | 2016 | 32 Levels                       |
| "A Breath Away" (featuring Kelela)                                                              | 2016 | 32 Levels                       |
| "Be Somebody" (featuring ASAP Rocky and Lil B)                                                  | 2016 | 32 Levels                       |
| "Be Somebody (Remix)" (featuring ASAP Rocky, AJ Tracey and Lil B)                               | 2016 |                                 |
| "Live My Life" (featuring Lil B)                                                                | 2016 |                                 |
| "Time"                                                                                          | 2016 | Savefabric                      |
| "Summer Bummer (Clams Casino Remix)" (with Lana Del Rey featuring ASAP Rocky and Playboi Carti) | 2017 |                                 |
| "Vampire Knight" (with Chxpo)                                                                   | 2018 |                                 |

#### Como artista participante
| Title                                              | Year | Album     |
| -------------------------------------------------- | ---- | --------- |
| "Kali Yuga" (Ghostemane featuring Clams Casino)    | 2017 |           |
| "4 Gold Chains" (Lil Peep featuring Clams Casino)  | 2018 |           |
| "Can't Get Over You" (Joji featuring Clams Casino) | 2018 | Ballads 1 |